# アーザル・ナフィースィー

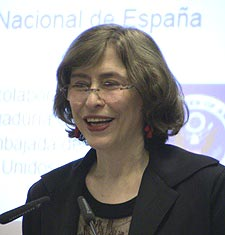

アーザル・ナフィースィー（ペルシア語: آذر نفیسی: Āżar Nafīsī、1955年 - ）は、イラン出身の英文学者。現在はアメリカ合衆国のワシントンD.C.に居住している。日本語では アーザル・ナフィーシーの表記もある。
テヘランに生まれ、父親が元テヘラン市長、母親が国会議員の家庭に育つ。13歳から欧米に留学をして、オクラホマ大学で英文学の博士号を習得した。1979年にイランに戻り、テヘラン大学、自由イスラム大学、アッラーメ・タバータバーイー大学で英文学を講義し、1997年にイランを出国した。
1997年にアメリカへ移り、ジョンズ・ホプキンズ大学高等国際問題研究大学院（SAIS）外交政策研究所の客員教授として2017年まで教えた。ムスリムと非ムスリムの対話の場をネット上で行うSAISのダイアローグ・プロジェクトのディラクターも務めた。
主な著書としては、日本語にも翻訳された『テヘランでロリータを読む』（2003年）がある。この本では著者とその学生を中心に密かに行われた女性だけの英文学の個人授業の様子を中心に、イラン・イスラーム共和国の全体主義的な神権政治の中でのイラン女性の心情を機知や風刺なども交えながら描いている。その後、家族を中心とした回想録『語られなかった物語』（2008年）、アメリカ文学論『想像力の共和国』（2014年）、ナボコフ研究書『別の世界ーーナボコフと亡命の謎』（2019年）などを発表している。
彼女自身はシーア派ムスリムであるが、バーブ教のファーテメ・バラガーニーをイランのフェミニズムの創設者と評価したり、『テヘランでロリータを読む』の中でバハーイー教徒への迫害に触れるなどの面もある。

## 主要著書
- Reading Lolita in Tehran, 2003.　邦訳『テヘランでロリータを読む』　市川恵里訳、白水社、2006年。